# François Antoine Matignon
François Antoine Matignon (* 10. November 1753 in Paris; † 19. September 1818 in Boston, Massachusetts) war ein französisch-amerikanischer Geistlicher und Pionier der römisch-katholischen Kirche in Neuengland.

## Leben
Matignon wurde 1753 in Paris als Sohn einer bürgerlichen Familie der Mittelschicht geboren. Er studierte Theologie und wurde am 19. September 1778 zum Priester geweiht. 1785 an der Sorbonne zum Doktor der Theologie promoviert, war er mehrere Jahre Professor für Theologie am Collège von Navarra (1786–1791), floh aber während der Schreckensherrschaft zunächst nach England, dann in die Vereinigten Staaten von Amerika. Am 26. Juni 1792 landete er in Baltimore. Von Bischof Carroll wurde er zum Generalvikar ernannt und mit der Leitung der Kirche in Boston beauftragt. 1795 erhielt er die amerikanische Staatsbürgerschaft.
Erst 1780 hatte die Verfassung von Massachusetts den Katholiken die freie Religionsausübung gewährt. Die gesamte römisch-katholische Bevölkerung der Stadt bestand aus weniger als 300 Personen, fast ausschließlich Franzosen und Iren aus den ärmeren Schichten. Vier Jahre war Matignon fast der einzige Priester in Boston, seine Mission umfasste auch ganz Neuengland. Es gab keine Kirchen, und er musste die über das Gebiet verstreuten römisch-katholischen Christen in ihren Häusern besuchen. Er war so arm, dass er seine Reisen zu Fuß machen musste. Ab 1796 wurde er von dem ebenfalls aus Frankreich geflohenen Abbé de Cheverus unterstützt, der sein Schüler in Paris gewesen war. 1803 war die Gemeinde des Abbé Matignon so stark angewachsen, dass der Bau einer Kirche notwendig wurde (Holy Cross, Architekt Charles Bulfinch). Die Spenden für das Bauprojekt stammten zum großen Teil von Protestanten, wobei der Name des Präsidenten der Vereinigten Staaten, John Adams, an der Spitze der Subskribentenliste stand. Den größten Einzelbetrag, 1000 Dollar, steuerte Matignon selbst bei. Bischof Carroll weihte die Kirche am 29. September 1803. Als 1808 der Bischofssitz von Boston geschaffen wurde, wurde Matignon als Bischof vorgeschlagen, lehnte aber ab. Statt seiner wurde der Abbé de Cheverus zum ersten Bischof geweiht. 
Matignon diente den Katholiken in Boston noch ein weiteres Jahrzehnt. Er starb am 19. September 1818, dem 40. Jahrestag seiner Priesterweihe, und wurde auf dem Granary-Friedhof beigesetzt. Nachdem Bischof Cheverus einige Monate später das Grundstück erworben hatte, das als erster katholischer Friedhof in Boston diente, wurde Matignon dorthin umgebettet. Über seinem Grab wurde eine Totenkapelle errichtet (St. Augustine Cemetery and Chapel, South Boston).
Matignon gilt als der Pionier der römisch-katholischen Kirche in Neuengland. Er war ein wortgewandter Prediger und profunder Gelehrter; der rasche Aufstieg seiner Kirche in Boston in Bezug auf Zahl und Ansehen war hauptsächlich auf seine Bemühungen zurückzuführen. Er schrieb die Rules of the Confraternity, or Association of the Holy Cross (Boston, 1817).

## Werke
- Rules of the Confraternity, or Association of the Holy Cross. Boston, 1817